# Reg Evans
Pour les articles homonymes, voir Evans.
Reg Evans est un acteur britannique né le 27 mars 1928 au Royaume-Uni et mort le 7 février 2009 à St Andrews (en), Victoria, en Australie.

## Filmographie

### Cinéma
- 1974 : Stone de Sandy Harbutt : Solicitor
- 1976 : Mad Dog Morgan de Philippe Mora : Bob
- 1976 : Les cascadeurs de la mort (Deathcheaters) de Brian Trenchard-Smith : Army Sergeant
- 1977 : Un coup pour rien (Raw Deal) de Russell Hagg
- 1979 : Mad Max de George Miller : le chef de gare
- 1979 : L'Île sanglante (The Island)  de Michael Ritchie : Jack the Bat
- 1980 : Manganinnie de John Honey : Quinn
- 1981 : Gallipoli de Peter Weir : Athletics Official 1
- 1982 : The Plains of Heaven de Ian Pringle : Cunningham
- 1983 : Kitty and the Bagman de Donald Crombie : Chicka
- 1984 : Strikebound de Richard Lowenstein : Ernie
- 1985 : Mesmerized de Michael Laughlin : Mr. Simmons
- 1986 : 100% Wool de Tony Mahood : Charlie
- 1988 : Un cri dans la nuit (Evil Angels) de Fred Schepisi : The Jury (Foreman)
- 1989 : Celia d'Ann Turner : Jack
- 1990 : Father de John Power : le vieux Charlie
- 1990 : Heaven Tonight de Pino Amenta : Norm Jenkins
- 1993 : My Forgotten Man de Frank Howson : Hobo
- 2000 : Muggers de Dean Murphy : Crawford
- 2003 : Japanese Story de Sue Brooks : Bloke in Row Boat
- 2003 : The Honourable Wally Norman de Ted Emery : Barry
- 2008 : Dying Breed de Jody Dwyer : Alfred
- 2009 : Charlie & Boots de Dean Murphy : Mac